# Kamoke
Kamoke es una ciudad de Pakistán, ubicada en la provincia de Punyab. Según el censo de 2017, tiene una población de 248 814 habitantes.